# Cyligramma conturbans
Cyligramma conturbans är en fjärilsart som beskrevs av Walker 1858. Cyligramma conturbans ingår i släktet Cyligramma och familjen nattflyn. Inga underarter finns listade i Catalogue of Life.